# Jižní Austrálie
Jižní Austrálie (anglicky South Australia) je nejsušší stát Austrálie. K Jižní Austrálii náleží třetí největší ostrov kontinentu: Klokaní ostrov. Ke státu náleželo do 31. prosince 1910 také australské Severní teritorium. Sousedí se všemi kontinentálními státy Australského svazu – ze západu se Západní Austrálií, z východu s Victorií a Novým Jižním Walesem a ze severovýchodu s Queenslandem a se Severním teritoriem ze severu.
Žije zde přibližně 1,77 milionu obyvatel. Hlavním městem je Adelaide.

## Historie
První lidé zde žili před více než 20 000 lety. Pobřeží Jižní Austrálie poprvé objevili Holanďané roku 1627. Podrobně zmapoval zdejší pobřeží v roce 1802 Angličan Matthew Flinders. První kolonii na jižním pobřeží založil kapitán Charles Sturt v roce 1830. Na rozdíl od sousední Victorie a Nového Jižního Walesu zde ale nikdy nebyly zřizovány trestanecké kolonie.

## Obyvatelstvo
Většina obyvatel Jižní Austrálie žije v jejím hlavním městě a v úzkém pásu jihovýchodního pobřeží a v povodí řeky Murray. Jižní Austrálie tvoří necelých 8 % veškerého obyvatelstva Austrálie.

## Geografie

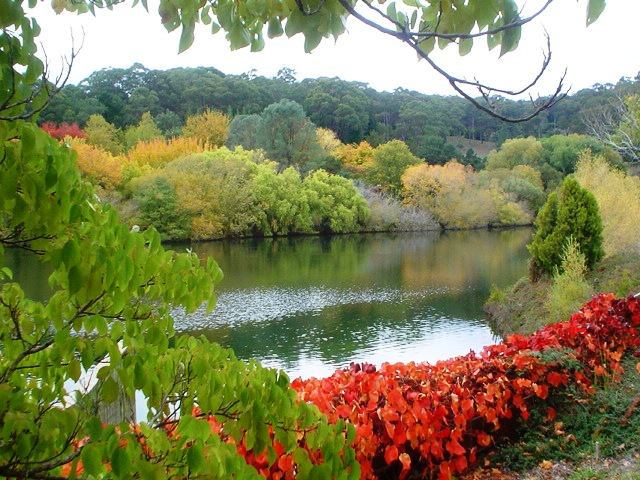
Podzim v botanické zahradě Mount Lofty, poblíž hory Mount Lofty v horách Adelaide Hills.

Převážnou část území tvoří mírně zvlněné pouště a polopouště a nevysoká pohoří. Nejvyšší bod je Mount Woodroffe (1435 m n. m.). Jihozápad státu pokrývá téměř neobydlená planina Nullarbor, ohraničená na jihu útesy na pobřeží Velkého australského zálivu. Na sever od zálivu až do Queenslandu se táhne široký pás solných jezer, jež jsou pozůstatkem druhohorního moře. Nejznámější z nich, Eyreovo jezero, je zároveň největším jezerem v Austrálii; naplňuje se však pouze v létě, po zbytek roku má podobu velké solné pláně. V jihovýchodní části země se nachází úrodný pruh země, známý chovem ovcí a dobytka, pěstováním obilí a také jako místo, kde dozrává většina australské produkce vinné révy.

## Podnebí
V jižní části státu panuje středomořské klima. Průměrná teplota v lednu je zde 29 °C, v červenci 15 °C. V létě mohou teploty v některých částech státu dosahovat 48 °C. Nejvyšší teplotní maximum ve státě i v celé Austrálii 50,7 °C bylo naměřeno 2, ledna 1960 v pouštní osadě Oodnadatta. Nejnižší naměřená teplota ve státě byla -8 °C.

## Ekonomika
Jižní Austrálie vytváří 15 % HDP celé Austrálie. Významný je zpracovatelský průmysl, především výroba aut, též farmaceutická výroba a IT technologie. Významný je také chov ovcí a v současnosti i vzrůstající produkce vína. Ve státě se nacházejí také významná ložiska uranu, mědi a zlata.

## Doprava
Státem prochází řada pozemních komunikací, které spojují jeho metropoli Adelaide s ostatními regiony Austrálie. Na sever vede Stuartova dálnice do Darwinu, další významné silnice vedou do Melbourne a Sydney. Z Adelaide vychází transkontinentální železnice do Darwinu, která se v Port Augustě kříží s druhou transkontinentální železnicí Sydney–Perth. V jižní a jihovýchodní části země je poměrně hustá železniční síť. Významná je též letecká doprava včetně vnitrostátní.